# 华为P10
华为P10系列（华为P10和华为P10 Plus）是由华为公司设计和销售的智能手机，为P系列手机，华为P9的换代产品，于2017年2月26日发布。该手机定位高端，欲与苹果和三星的旗舰机竞争。
华为P10新加入了手机人像摄影功能，配备了2000万像素的黑白镜头和1200万像素的彩色镜头。除了在摄影方面的突破，华为P10在外观设计、硬件配置等方面均有不同程度的改变。
华为P10/P10 Plus于3月24日在华为商城以及各大电商平台开售，其中京东商城在开卖一分钟内销售额便突破1亿人民币。然而后来网民爆出P10在硬件上阉割严重，闪存问题更是引发巨大争议。

## 发布

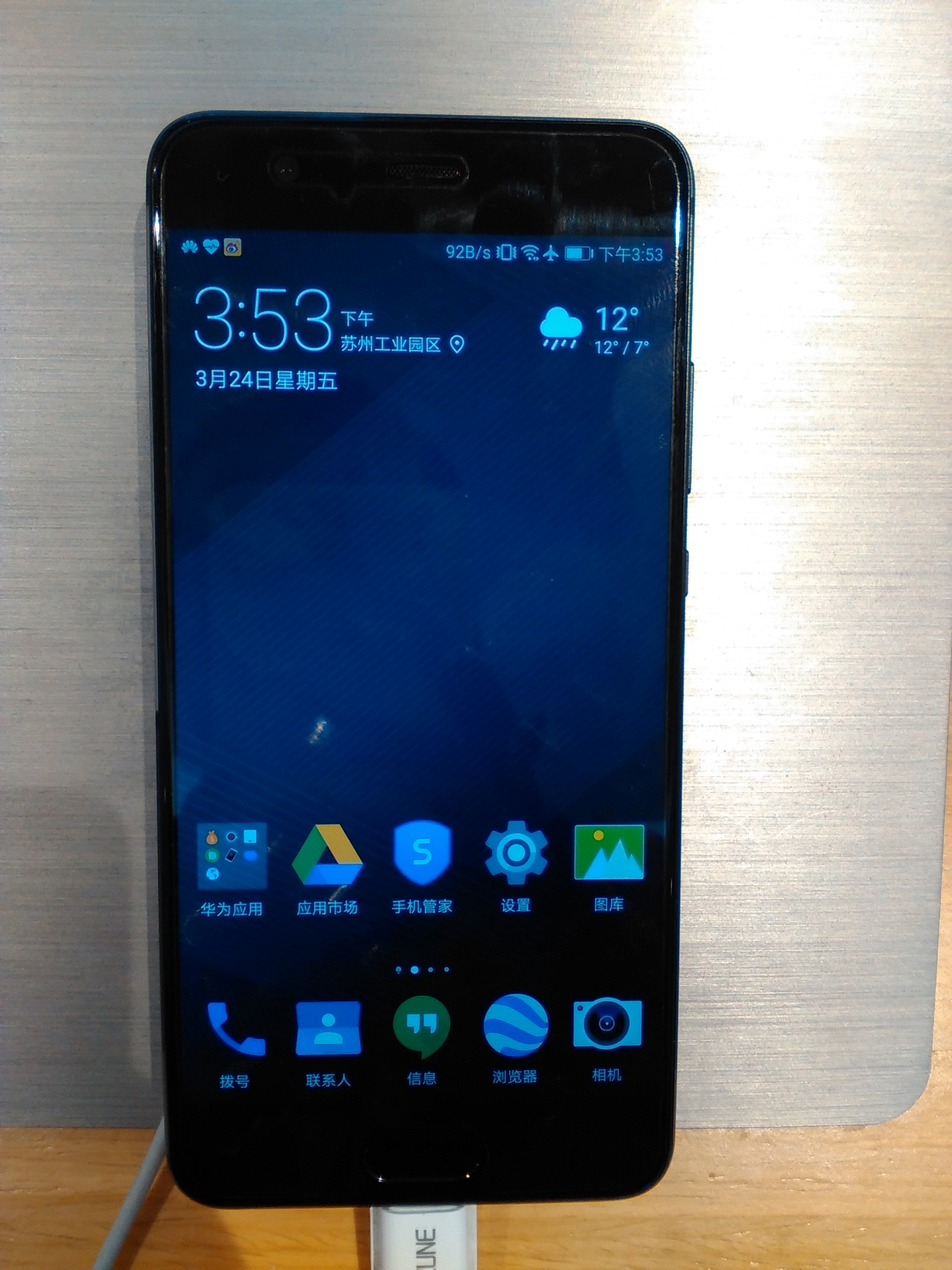
屏幕比P10较大的P10 Plus

2017年2月26日，华为在世界移动通信大会（MWC）上发布了P10系列产品，包括华为P10和华为P10 Plus，这是华为P系列产品首次在MWC的舞台上亮相。

## 规格

### 硬件
华为P10采用5.1英寸全高清屏幕，整机厚度6.98mm，放入3200mAh电池，支持Super Charge快充。拍照方面采用了后置2000万像素黑白摄像头+1200万像素彩色摄像头配置，并融合了徕卡拍照技术，而前置摄像头则使用800万像素摄像头，同时也加入了徕卡调校。
和Mate 9系列相同，华为P10搭载自家设计的麒麟960处理器，辅以4GB运行内存+64GB/128GB存储空间。P10 Plus则升级到了6GB内存和64GB/128GB/256GB存储空间的组合，同时屏幕和电池分别提升到了5.5英寸和3750mAh，支持F/1.8光圈，上下双扬声器和4.5G通信。

### 软件
华为P10/P10 Plus搭载基于Android 7.0的EMUI 5.1系统。5.1版本最大的变化是加入了HUAWEI Ultra Memory技术，它号称可以提高手机的速度和响应时间，有效提升应用启动速度。

## 销售及推广
2017年3月24日，华为商城以及各大电商平台开售此机，最高售价超过5000元，京东商城在开卖一分钟内销售额达1亿人民币。余承东曾预期P10销量破1000万，赶超苹果。
该手机的电视广告的主题曲为《Glitter & Gloss》，由挪威女歌手Skott演唱。台湾方面，则由歌手伍佰担任P10在台湾区的代言人。

## 硬件问题

### 发售初期硬件差异

#### 疏油层
华为P10系列发售后，有网民发现屏幕上少了一层疏油层，引起了媒体与网民的争论。德国科技媒体Areamobile曾为此询问过华为，得到的解释是：“我们减少了P10系列的疏油层，以保证指纹传感器与触摸屏幕正常工作。”4月20日，华为技术有限公司高级副总裁余承东在微博发布文章，称“华为为了更好的展示P10性能，舍弃疏油层”，不过新发货的P10手机上已经增加了新技术的疏油层。
由于华为P10接连爆出手机屏幕无疏油层，闪存存在不同规格混用的情况，存在虚假宣传，因此，一名浙江省嘉兴市网友就此事将华为公司起诉至嘉兴市秀洲区人民法院。目前法院已经受理该案件，案件于2017年6月6日开审。而这一诉讼也引起打假第一人王海的注意，他也在微博呼吁购买P10的用户起诉华为虚假宣传，王海提供法律援助。

#### 闪存门
2017年4月，有网民在百度贴吧、新浪微博等社交网络反映，华为P10不同批次产品之间闪存的读写速度测试成绩差异巨大，速度最差的只能达eMMC 5.1的标准。网友质疑华为P10系列疑似采用了eMMC 5.1、UFS 2.0、UFS 2.1三种不同规格闪存。
华为最初在回应中表示：“用不同跑分软件来衡量一部机器的性能，但这并不能代表一部手机的综合体验和产品优劣。”4月20日，余承东回应承认P10系列手机闪存同时采用UFS和EMMC两种方案，还表示“个别友商看到华为P10手机的全球热销十分眼红，大肆抹黑我们，误导消费者”。余承东之后再次发文阐述“跑分、配置和规格并不代表真正的用户体验，今天的存储器也一样。”

#### 内存门
2017年4月18日，科技网站Phone Arena发文指出P10的内存也存在LPDDR3与LPDDR4混用的问题。
华为手机产品线副总裁李小龙回应称“这种测试方法不靠谱，麒麟960压根不支持DDR3。”

#### 华为官方反应
2017年4月20日，华为终端总裁余承东就此事致歉。余承东在致歉信中表示，这次事件对华为来说是一次深刻警醒，反思是否以客户为中心。作为工程师出身的他对产品技术参数极为敏感，再加上太过急于表达，造成了此前“比较强硬”而不合适的回应。他还表示，华为全员对于傲慢的态度深刻自省，将落实消费者善后工作。余承东也会在劳动节假期期间带队到零售店深入一线与消费者近距离沟通。
2017年5月16日，余承东以及他的团队首次召开了“华为手机开放日”，希望以开放、不躲避质疑的心态，接受媒体的提问，并且反思了此事件。

### 充电器爆炸
2017年5月，一名微博网友发文称，他从华为官方正规渠道购买的华为P10不到3天，在充电时发生充电头爆炸。网友联系华为客服后，当地华为售后服务中心将华为P10充电器带走检测，检测结果表明网友家中的电路有问题。但网友称，他们所居住的房屋是6年房龄的商品房，家里所有的家电都能正常使用。